# John Lawrence Stansell
Pour les articles homonymes, voir Stansell.
John Lawrence Stansell (17 juin 1875-21 octobre 1956) est un homme politique canadien de l'Ontario. Il est député fédéral conservateur de la circonscription ontarienne d'Elgin-Est de 1921 à 1925 et de Norfolk—Elgin de 1925 à 1926.

## Biographie
Né Haughton en Ontario, Stansell étudie dans des écoles de Tuscarora et d'Aylmer. Ensuite, il devient président de la Houghton, Bayham and Tillsonburg Telephone Company en 1923 et président de la Canadian Ayrshire Breeders Association.
Candidat défait du Parti national libéral et conservateur dans Elgin-Est lors de l'élection partielle de 1920, il est élu en 1921. Réélu dans Norfolk—Elgin en 1925. Défait en 1926 et en 1930, il tente à nouveau sans succès sa chance en 1935 à titre de candidat du Parti de la reconstruction du Canada dans Elgin. 